# Solihull Moors Football Club
El Solihull Moors Football Club es un club de fútbol inglés de la ciudad de Birmingham. Fue fundado en julio de 2007 y juega en la Conference National.

## Historia
El club fue fundado en 2007 tras la fusión del Moor Green F.C., fundado en 1901, y el Solihull Borough F.C., fundado en 1953.

## Palmarés
| Competición nacional        | Títulos | Subcampeonatos |
| --------------------------- | ------- | -------------- |
| Sexta División (1/0)        | 2015–16 |                |
| Birmingham Senior Cup (1/0) | 2015–16 |                |